# Лоза (река)
Лоза́ — река в Удмуртии, левый приток Чепцы (бассейн Волги). Протекает в Якшур-Бодьинском и Игринском районах Удмуртии. Устье реки находится в 399 км по левому берегу Чепцы. Длина реки составляет 127 км, площадь бассейна — 3030 км².
Исток находится на северо-западе Якшур-Бодьинского района на Красногорской возвышенности неподалёку от границы с Увинским районом в 9 км к юго-западу от деревни Сюровай. Исток лежит на водоразделе рек Чепца и Кильмезь, рядом с истоком Лозы берут начало Ува и Нылга.
Генеральное направление течения — север и северо-восток. Верхнее течение проходит по Якшур-Бодьинскому району, среднее и нижнее — по Игринскому. Течение проходит по холмистой местности, Лоза отделяет Красногорскую возвышенность на левом берегу от Тыловайской возвышенности на правом. Средний уклон — 0,5 %, скорость течения 0,7—1,1 км/ч, расход воды у посёлка Игра 6,81 м³/с. Самая крупная река, протекающая по территории Игринского района.
Верхнее течение проходит по ненаселённому лесному массиву, среднее и нижнее течение относительно плотно заселено. Крупнейший населённый пункт на реке — посёлок Игра. Другие относительно большие населённые пункты, стоящие на реке — сёла Лоза, Русская Лоза, Кушья; деревни Удмурт-Лоза, Левая Кушья, Правая Кушья, Сундур, Унтем, Чемошур, Кабачигурт, Среднее Шадбегово, Зянтемошур, Мувыр, Тюптиево, Устье Люк.
Река принимает большое количество притоков, крупнейший — река Ита. В среднем и нижнем течении Лоза сильно петляет, образует большое количество стариц. Ниже посёлка Игра река широко разливается в половодье.
Впадает в Чепцу на границе с Кезским районом в 3 км к юго-западу от села Полом возле заброшенной Октябрьской ГЭС на Чепце.

## Притоки
- 9,9 км: река Люк (лв)
- 20 км: река Ита (пр)
- 42 км: река Большой Меньил (лв)
- 50 км: река Лучик (лв)
- 55 км: река Саля (лв)
- 62 км: река Утемка (лв)
- 76 км: река Нязь (пр)
- 101 км: река Лынга (пр)

## Данные водного реестра
По данным государственного водного реестра России относится к Камскому бассейновому округу, водохозяйственный участок реки — Чепца от истока до устья, речной подбассейн реки Вятка. Речной бассейн реки — Кама.
Код объекта в государственном водном реестре — 10010300112111100032622.